# Metropolia Tokio
Metropolia Tokio – metropolia Kościoła rzymskokatolickiego w Japonii, położona najbardziej na północ spośród trzech metropolii w tym kraju. Powstała w 1891 roku. W jej skład wchodzą metropolitalna archidiecezja Tokio oraz pięć diecezji. Archikatedrą metropolitalną jest Katedra Najświętszej Marii Panny w Tokio. Od 2017 roku godność metropolity sprawuje kard. Tarcisio Isao Kikuchi SVD.
W skład metropolii wchodzą:
- Archidiecezja Tokio
- Diecezja Niigaty
- Diecezja Saitamy
- Diecezja Sapporo
- Diecezja Sendai
- Diecezja Jokohamy